# 環境權保障基金會
財團法人環境權保障基金會（英語：Environmental Rights Foundation），簡稱環權會、ERF，成立於2016年，為中華民國科技部因應中部科學園區三期計畫環評訴訟和解而捐助成立之財團法人。

## 宗旨
1. 環境政策及個案之監督、規劃及執行人民環境權保障之案件。
2. 《中華民國憲法》、《環境基本法》、《環境影響評估法》及相關環境法規之研究及執行事項。
3. 環境法律教育之推廣事項及教育平台建置。
4. 環境政策、環境保護及環境權保障之資訊蒐集、人才培育及國際合作事項。
5. 其他與環境公益、環境教育、環境品質及法律有關事項。

## 外部連結
- 環境權保障基金會 （页面存档备份，存于）
- 環境權保障基金會的Facebook專頁